# Vesicularia subenervis
Vesicularia subenervis är en bladmossart som beskrevs av Brotherus 1909. Vesicularia subenervis ingår i släktet Vesicularia och familjen Hypnaceae. Inga underarter finns listade i Catalogue of Life.